# Katja Kean
Katja Kean (Frederiksberg, 7 febbraio 1968) è un'ex attrice pornografica danese.

## Biografia
Laureata presso l'Università di Roskilde, è sposata con Marco Dollenz, con cui ha girato il film Constance. I due vivono a Sitges, in Spagna.

## Carriera
Katja Kean è stata protagonista di due lungometraggi erotici prodotti dalla Zentropa, la casa di produzione cinematografica danese fondata nel 1992 dal regista Lars von Trier: il già citato Constance (1998) e Pink Prison (1999). Dal 2001 ha fatto parte del cast della sitcom Langt fra Las Vegas. Ha duettato col cantante danese, di origini italiane, Dario Campeotto nel singolo Save Your Love.

## Riconoscimenti
| Anno | Evento    | Risultato   | Categoria                                         | Lavoro     |
| ---- | --------- | ----------- | ------------------------------------------------- | ---------- |
| 2000 | AVN Award | Candidato/a | Best Actress – Video                              | Millennium |
| 2000 | AVN Award | Candidato/a | Best New Starlet                                  | N.D.       |
| 2001 | AVN Award | Candidato/a | Best All-Girl Sex Scene - Film (with Ava Vincent) | Virtuoso   |
| 2001 | AVN Award | Candidato/a | Best All-Girl Sex Scene - Film (with Shay Sweet)  | Watchers   |

## Filmografia parziale
- Constance (1998)
- Katja Kean's Sports Spectacular (1998)
- Pink Prison (1999)
- Buried Treasure (2000)
- Watchers (2000)
- Langt fra Las Vegas (2001)
- Bald Beaver Blast (2005)